# Jürgen Kaiser
Jürgen Kaiser (* 1980 in Merseburg) ist ein deutscher Regisseur, Filmeditor und Kameramann.

## Leben
Jürgen Kaiser gewann gemeinsam mit Stephan Mittelstraß und Sabrina Heuer für den Film Star Trek Enterprise II „Der Anfang vom Ende“ 2016 den Camgaroo Award Tele 5 – Sonderpreis bester Film über alle Kategorien. Star Trek Enterprise II: Der Anfang vom Ende wurde am 2. Januar 2017 auf Tele 5 einmalig im Free-TV ausgestrahlt.

## Filmografie
- 2008: Star Trek Enterprise: Der Zeitspiegel
- 2016: Star Trek Enterprise II: Der Anfang vom Ende

## Hörspiel
- 2007: Quiqueck & Hämat (1 Folge) als Der General – Regie: Thomas Zeug (filmzeugs).

## Auszeichnungen
- 2008: Star Trek Enterprise: Der Zeitspiegel Amateurfilm Forum Movie Awards Beste Spezialeffekte
- 2016: Star Trek Enterprise II: Der Anfang vom Ende – Camgaroo Award – Sonderpreis Bester Film über alle Kategorien